# Maison Vukićević
La maison Vukićević (en serbe cyrillique : Кућа Вукићевића ; en serbe latin : Kuća Vukićevića) est située à Belgrade, la capitale de la Serbie, dans la municipalité urbaine de Savski venac. Construite en 1921, elle est inscrite sur la liste des biens culturels de la Ville de Belgrade.

## Présentation
La maison de la famille Vukićević, située 2 rue Katićeva, a été construite en 1921 pour le professeur et politicien Velimir Velja Vukićević, d'après des plans de l'architecte Zarije Marković. Elle est constituée d'une cave, d'un rez-de-chaussée, de deux étages et d'un attique. Elle se caractérise par un style éclectique, mêlant un style post-académique et des éléments décoratifs Art nouveau sur la façade (notamment des tuiles en céramique). L'organisation intérieure de la maison est traditionnelle : elle est composée autour d'un hall central avec un escalier.
Trois générations de Vukićević ont vécu et travaillé dans la maison, dont beaucoup ont laissé une trace dans l'art et la culture serbe dans la seconde moitié du XXe siècle.